# Nymphéas (Los Angeles)
Nymphéas est un tableau réalisé par le peintre français Claude Monet vers 1897-1898. Cette huile sur toile représente des nénuphars et constitue l'une des premières de la longue série des Nymphéas. Elle est aujourd'hui conservée au musée d'Art du comté de Los Angeles, à Los Angeles.